# أصدقاء (فلم 1912)
أصدقاء (بالإنجليزية: Friends) هو فيلم أبيض وأسود رومانسي صامت أمريكي صدر عام صدر عام 1912 كتبه وأخرجه ديفيد غريفيث وبطولة ماري بيكفورد وهنري بي والتهال وليونيل باريمور وهاري كاري. يصور والثال وباريمور صديقين قديمين ينتهي بهما الأمر متورطين مع فتاة جميلة تعيش فوق حانة معسكر تعدين من إنتاج شركة بيوغراف، تم تصوير الفيلم في فورت لي، نيو جيرسي عندما كانت العديد من استوديوهات الأفلام المبكرة في صناعة الأفلام الأمريكية الأولى مقرها هناك في بداية القرن العشرين. تم إصدار طبعة من الأصدقاء في متحف الفن الحديث في مدينة نيويورك في يوليو 2007 كجزء من معرض بيوغراف الاسترجاعي.

## طاقم التمثيل
- ماري بيكفورد بدور دورا (اليتيمة)
- هنري بي والتهال بدور دندي جاك
- لايونيل باريمور بدور جريزلي فالون (صديق دندي جاك)
- هاري كاري بدور بوب كين (المنقب)
- تشارلز هيل مايلز بدور الساقي
- إلمر بوث بدور الرجل في الصالون
- فرانك إيفانز بدور الرجل في الصالون
- روبرت هارون بدور صبي الإسطبل
- أدولف ليستينا بدور الرجل في الصالون
- والتر ميلر بدور الرجل في الصالون
- دبليو سي روبنسون بدور الرجل في الصالون

## روابط خارجية
- أصدقاء  في قاعدة بيانات الأفلام على الإنترنت (بالإنجليزية)